# 束田涼太
束田 涼太（つかだ りょうた、1996年4月30日 - ）は、日本の元ラグビー選手。

## プロフィール
- 東京都出身[1]。
- 現役時代のポジションはプロップ(PR)。
- 身長 182cm、体重 117kg
- ニックネームはツカちゃん。

## 来歴
高校からラグビーを始めた。
2015年、目黒学院高校卒業後、専修大学に入る。
2019年、専修大学卒業後、宗像サニックスブルースに加入。
2020年、釜石シーウェイブス(現・日本製鉄釜石シーウェイブス)に加入。
2021年3月13日に行われたトップチャレンジリーグ第5節の近鉄ライナーズ戦に先発出場で公式戦初出場を果たす。
2024年、現役を引退した。